# Kalooki
 (avril 2021).
 (avril 2021).
Le kalooki ou kaluki, est une version du rami populaire en Jamaïque, devenu populaire sous le nom de rami jamaïcain. Une version appelée « super kalooki » est jouée dans les tournois tandis qu'une version appelée « baby kalooki » est souvent jouée avec des enfants ou à des fins d'enseignement de jeux. Il existe quelques variantes du kalooki décrites dans des livres et sur l’Internet.

## Joueurs et cartes
Ce jeu se joue généralement de trois à huit joueurs, mais les tournois se jouent avec quatre joueurs. Deux paquets de cartes ou plus sont utilisés, en fonction du nombre de joueurs.
| Nombre de joueurs | Nombre de paquets | N de jokers |
| ----------------- | ----------------- | ----------- |
| 3-4               | 2                 | 4-6         |
| 5-6               | 3                 | 8           |
| 7-8               | 4                 | 10          |

La partie se termine quand un joueur a posé toutes les cartes de sa main sur la table. Les points sont comptés en additionnant la valeur des cartes restants dans les mains des autres joueurs : 
| Carte            | Points          |
| ---------------- | --------------- |
| Joker            | 50              |
| As noir          | 15              |
| Roi, dame, valet | dix             |
| 2 à 10           | valeur nominale |
| As rouge         | 1               |

## Combinaisons
Un « 3 » est un ensemble de trois cartes ou plus du même rang, comme 5-5-5 ou D-D-D-D-D. Les couleurs des cartes n'ont pas d'importance et les doublons sont autorisés (par exemple 8♠-8♠-8♥ est une combinaison valide).
Un « 4 » est une série de quatre cartes consécutives ou plus dans la même couleur, comme 7♠-8♠-9♠-10♠-V♠. Les As peuvent être hauts ou bas, quelle que soit leur valeur en points, mais ils ne peuvent pas être au milieu d'une combinaison, donc A♦-2♦-3♦-4♦ et V♦-D♦-R♦-A♦ sont valides, mais D♦-R♦-A♦-2♦-3♦ ne l'est pas.
Lorsque plus d'un « 4 » est posé sur la table par un joueur, ils doivent être de couleurs différentes, et lorsque plus d'un « 3 » est posé par un joueur, ils doivent être de rangs différents. Dans les jeux où trois séries de « 4 » sont nécessaires, une suite complète (A-2-3-4-...-10-V-D-R) peut être utilisée pour remplacer.
Les jokers peuvent être utilisés pour remplacer n'importe quelle carte avec les restrictions suivantes :
- Dans un « 4 », les jokers ne peuvent pas être utilisés pour des cartes consécutives - donc 9♣-Joker-V♣-Joker est valide mais 9♣-Joker-Joker-D♣ ne l'est pas.
- Dans un « 4 », il doit y avoir au moins deux vraies cartes (non-joker), donc 4-4-Joker et 7-7-Joker-Joker sont valides, mais 9-Joker-Joker ne l'est pas.

Les jokers ne peuvent pas être retirés de leur combinaison. Cependant, lorsqu'un joker est utilisé dans un « 4 », il peut être déplacé vers le haut, dans cet ensemble, par le détenteur de la vraie carte qu'il représente (voir ci-dessous), à condition que deux jokers ne se retrouvent pas côte à côte. Une fois qu'un joker a pris la première place de disponible, il ne peut plus bouger. Un joueur ne peut pas ajouter de jokers aux combinaisons posés par d'autres joueurs. Ils ne peuvent placer des jokers que sur leurs propres combinaisons.

## Manches et contrats
Les joueurs se relaient pour distribuer les cartes. Neuf manches composent une partie, et le gagnant est le joueur qui a le score cumulatif le plus bas à la fin de la partie. Les cartes sont distribuées une par une. Le nombre de cartes distribuées à chaque joueur dépend de la manche jouée comme indiqué dans le tableau ci-dessous. Une fois que tous les joueurs ont reçu leurs cartes, la carte suivante est retournée face visible pour commencer la pile de défausse, et les cartes non utilisées restantes sont empilées face cachée à côté pour former la pioche.
À chaque manche, il y a un contrat ou un quota de « 3 » et « 4 » qu'un joueur doit respecter :
| Manche n° | Cartes distribuées | Contrat                                         |
| --------- | ------------------ | ----------------------------------------------- |
| 1         | 9                  | 3, 3, 3                                         |
| 2         | 10                 | 3, 3, 4                                         |
| 3         | 11                 | 3, 4, 4                                         |
| 4         | 12                 | 4, 4, 4                                         |
| 5         | 12                 | 3, 3, 3, 3                                      |
| 6         | 13                 | 3, 3, 3, 4                                      |
| 7         | 14                 | 3, 3, 4, 4 (familièrement appelé « moit-moit ») |
| 8         | 15                 | 3, 4, 4, 4                                      |
| 9         | 16                 | 4, 4, 4, 4                                      |

Certains joueurs distribuent 12 cartes chacun dans les trois premières manches, au lieu de 9, 10 et 11. Les manches 1 à 4 réfèrent au jeu original Kalooki tandis que les manches 5-9 sont appelées Super Kalooki. Généralement, le jeu est joué avec les manches de 1 à 9.
Les manches et les contrats du Baby Kalooki sont :
| Manche n° | Cartes distribuées | Contrat |
| --------- | ------------------ | ------- |
| 1         | 6                  | 3, 3    |
| 2         | 7                  | 3, 4    |
| 3         | 8                  | 4, 4    |

Certains joueurs distribuent 8 cartes pour chaque main de Baby Kalooki.

## Le jeu
Le joueur à la gauche du donneur commence et le jeu continue dans le sens des aiguilles d'une montre. Le tour d'un joueur consiste en :
- 1. La pioche : piocher la première carte face cachée de la pioche ou la première carte face visible de la défausse.
- 2. Poser : éventuellement poser des cartes. Pour poser la première fois, les joueurs doivent respecter le contrat de la manche. Le joueur est ensuite libre d'ajouter des cartes à l'une des combinaisons posées sur la table.
- 3. La défausse : défausser une carte (autre qu'un joker) face visible sur la défausse.

### Appel (le «call»)
Si un joueur n'a pas encore posé de carte sur la table et veut prendre une carte défaussée par un autre joueur alors que ce n'est pas son tour de jouer. Il peut le faire en disant (ou en criant) « call ». Le joueur dont c'est le tour de jouer a deux options :
- 1. Autorisez le « call ». Le joueur dont c'est le tour donne la première carte face visible de la défausse au joueur qui l'a appelée. Le joueur qui appelle prend cette carte et doit également piocher la première carte face cachée de la pioche. On ne peut pas déposer de cartes ni se défausser à ce moment. L'appelant aura désormais deux cartes supplémentaires en main. Le jeu revient alors au joueur dont le tour a été interrompu par l'appel, qui doit maintenant prendre la première carte de la pioche, et continuer son tour.
- 2. Refusez l'appel. Si le joueur dont c'est le tour n'a pas encore posé de carte sur la table, il a le droit de prendre la carte de la défausse pour lui-même, plutôt que de la donner à l'appelant et de piocher sur la pioche ; l'appel n'a alors aucun effet.

L'appel est soumis aux règles suivantes :
- Si plusieurs personnes essaient d'appeler la même carte, la personne qui appelle en premier la reçoit (en supposant que la personne à qui c'est le tour autorise l'appel). La personne à qui c'est le tour est responsable de déterminer qui a appelé en premier.
- Personne ne peut appeler une carte avant qu'elle n'atteigne la table.
- Une fois qu'un joueur a pioché une carte, la carte précédemment défaussée est considérée « morte » et ne peut plus être appelée.
- Chaque joueur a droit à un maximum de trois appels réussis par manche. Puisque chaque appel ajoute deux cartes à la main d'un joueur, le joueur peut vérifier le nombre d'appels qu'il a effectués en comptant les cartes dans sa main.
- Un joueur qui a posé des cartes ne peut plus appeler.

### Première pose
Les premières cartes posées par un joueur doivent satisfaire au contrat de la manche en cours. Il n'y a pas d'exigence de point comme dans certaines autres versions du Rami. Le joueur place ces cartes face visible devant lui, où elles restent jusqu'à la fin de la manche. Si d'autres joueurs ont déjà posé des combinaisons sur la table, le joueur dont c'est le tour peut ajouter ses cartes à leurs combinaisons puis se défausser comme d'habitude.
Un joueur qui a posé des cartes sur la table n'est plus autorisé à prendre des cartes de la pile de défausse. Il ne peut plus appeler (« call ») pour prendre la carte du haut de la défausse, et à son tour, il doit prendre la première carte de la pioche. Si un autre joueur appelle pendant son tour, le premier joueur doit autoriser l'appel, à moins qu'il n'ait déjà pris la première carte de la pioche, auquel cas la carte défaussée est morte.

### Compléter les combinaisons
Après avoir posé les combinaisons nécessaires au contrat, le joueur doit poser ses cartes restantes. Il peut le faire en posant de nouvelles combinaisons, mais aussi en complétant les combinaisons déjà présentes sur la table (les siennes ou celles des autres joueurs). Il peut le faire lors du tour de la première pose ou lors de n'importe quel tour suivant. D'autres cartes du même rang peuvent être plaquées sur un « 3 ». Un « 4 » peut être prolongé en plaçant la carte immédiatement inférieure ou immédiatement supérieur. Par exemple, on peut ajouter un 3♠ ou un 8♠ à la combinaison : 4♠-5♠-6♠-7♠. Lorsqu'une suite est complète (du 2 à l'as ou de l'as au roi), aucune autre carte ne peut être ajoutée.
Les jokers ne peuvent être ajoutées qu'à ses propres combinaisons.
Aucun joueur ne peut placer de cartes sur les combinaisons des autres joueurs avant d'avoir poser des cartes pour la première fois au cours de la manche en cours.

### Se défausser
Les jokers ne peuvent pas être défaussés. Il n'y a aucune autre restriction sur la carte qui peut être défaussée par le joueur dont c'est le tour. Il est autorisé de défausser une carte qui pourrait être placée sur une combinaison déjà présente sur la table, et il est également autorisé de défausser la même carte que le joueur vient de piocher (ou de prendre sur la défausse), s'il pense que c'est dans son intérêt de le faire.
Il arrive parfois que la pioche soit épuisée avant qu'un joueur n'est posé l'intégralité de sa main sur la table (et que donc la manche soit terminée). Si cela se produit, la pile de défausse, à l'exception de sa carte du dessus, est mélangée et placée face cachée pour former une nouvelle pioche. Le jeu continue. Si la pioche s'épuise une deuxième fois (ce qui peut arriver si les joueurs retiennent les cartes-clés dont les autres ont besoin pour conclure leurs contrats) le jeu se termine sans qu'aucun joueur ne marque de point. Toutes les cartes mélangées et distribuées à nouveau par le même donneur et la même manche est recommencée (jouer pour le même contrat).

## Fin de la manche
Dès qu'un joueur a posé toutes les cartes de sa main sur la table, la manche se termine. Les autres joueurs comptent la valeur totale des cartes qu'ils ont en main (voir ci-dessus) et ajoutent le résultat à leur total de points cumulés.
Si le premier joueur qui pose parvient à poser l'intégralité de sa main d'un coup, tous les autres joueurs marquent le double de points.
Au bout des neuf manches (ou quatre si vous jouez à la version simple), le joueur qui a le score cumulatif le plus bas est le gagnant.

### Pénalités
Il arrive parfois qu'un joueur appelle (« call ») plus de trois fois dans une même manche. Cela peut être vérifié en comptant les cartes que le joueur détient. Un autre joueur peut défier ce sur-appelant, avant que le sur-appelant commence son jeu pour poser ses cartes. S'il est découvert qu'un joueur a appeler plus de trois fois, le joueur fautif reçoit 50 points pour chaque appel non autorisé (50 points pour 4 appels, 100 pour 5 appels, etc.), et il n'est pas autorisé à poser jusqu'à ce que tous les autres joueurs aient poser une première fois des cartes sur la table. Si le challenger se trompe, il reçoit une pénalité de 50 points. Une fois qu'un joueur a commencé à poser ses cartes, il ne peut pas être défié pour avoir réalisé trop d'appels. 
Pour rappel, un appel ne compte que s'il a été accepté. 
Si un joueur ne pose pas correctement ses cartes et est découvert avant sa défausse, il doit reprendre sa main et prend une pénalité de 50 points, à moins qu'il ne soit capable de réorganiser la main avec succès pour terminer le contrat. Si une mauvaise pose est découverte après qu'il est défaussé sa carte, elle reste et il n'y a pas de pénalités.
Si un joueur ne commence pas son tour de jeu en piochant ou ne le termine pas en se défaussant, y compris lorsqu'il pose sa main, il prend une pénalités de 50 points.
Quelques autres infractions pouvant entraîner des pénalités de 50 points (selon les règles locales) :
- Poser face cachée des cartes sur la table alors qu'elles devraient être en main.
- Montrer ses cartes sans les poser (accidentellement ou délibérément)
- Tenter de se défausser d'un joker

### Bonus
Si le donneur d'une manche parvient à couper exactement le nombre correct de cartes à distribuer pour cette main, il reçoit un bonus de -50 points.

## Voir également
- Rami
- Gin rami
- Khanhoo